# Luis Rafael Zarama Pasqualetto

Wappen von Luis Rafael Zarama Pasqualetto

Luis Rafael Zarama Pasqualetto (* 28. November 1958 in Pasto, Kolumbien) ist ein kolumbianisch-US-amerikanischer Geistlicher und römisch-katholischer Bischof von Raleigh.

## Leben
Luis Rafael Zarama empfing am 27. November 1993 das Sakrament der Priesterweihe für das Erzbistum Atlanta.
Am 27. Juli 2009 ernannte ihn Papst Benedikt XVI. zum Titularbischof von Bararus und zum Weihbischof in Atlanta. Der Erzbischof von Atlanta, Wilton Daniel Gregory, spendete ihm am 29. September desselben Jahres die Bischofsweihe; Mitkonsekratoren waren der Erzbischof von Oklahoma City, Eusebius Joseph Beltran, und der emeritierte Erzbischof von Atlanta, John Francis Donoghue.
Papst Franziskus ernannte ihn am 5. Juli 2017 zum Bischof von Raleigh. Die Amtseinführung fand am 29. August desselben Jahres statt.